# Fátima Veiga
Maria de Fátima Lima da Veiga, née le 22 juin 1957 à São Vicente, est une femme politique cap-verdienne.

## Biographie
Elle est la ministre des Affaires étrangères du Cap-Vert de 2002 à 2004.
Elle est ambassadrice du Cap-Vert à Cuba entre 2001 et 2002, aux États-Unis en 2007 et en France depuis 2014.